# Mario Hermoso
Mario Hermoso Canseco (Madrid, 18 juni 1995) is een Spaans voetballer die doorgaans speelt als centrale verdediger. In september 2024 verruilde hij Atlético Madrid voor AS Roma. Hermoso debuteerde in 2018 in het Spaans voetbalelftal.

## Clubcarrière
Hermoso speelde in de jeugd van EF Concepción en kwam in 2005 terecht in de opleiding van Real Madrid. Deze doorliep hij, maar voor hij zijn debuut in het eerste elftal maakte, werd de verdediger in het seizoen 2015/16 verhuurd aan Real Valladolid. Na zijn terugkeer bij Real Madrid kwam Hermoso in het tweede elftal terecht, actief in de Segunda División B.
Hermoso maakte medio 2027 de overstap naar Espanyol, waar hij zijn handtekening zette onder een verbintenis voor de duur van drie seizoenen. De nieuwe speler maakte zijn debuut in de Primera División op 9 september 2017, toen door doelpunten van Lionel Messi (driemaal), Gerard Piqué en Luis Suárez met 5–0 verloren werd op bezoek bij stadsgenoot Barcelona. Hermoso mocht van coach Quique Sánchez Flores de volledige negentig minuten centraal achterin staan. Zijn eerste doelpunt maakte hij op 28 januari 2018. Op bezoek bij Leganés werd met 3–2 verloren en Hermoso had een groot aandeel in de wedstrijd. Naast een treffer in het goede doel passeerde hij in deze wedstrijd ook tweemaal zijn eigen doelman Diego López.
In de zomer van 2019 maakte Hermoso voor een bedrag van circa vijfentwintig miljoen euro de overstap naar Atlético Madrid, wat hem een contract voor vijf seizoenen voorschotelde. Tijdens zijn tweede seizoen bij Atlético werd de club landskampioen en Hermoso speelde eenendertig van de achtendertig competitieduels mee. Hij was gedurende vijf seizoenen vaker basisspeler dan niet. Na het aflopen van zijn verbintenis in de zomer van 2024 vertrok de centrumverdediger, waarop hij in september voor drie seizoenen bij AS Roma tekende. Een half jaar later huurde Bayer Leverkusen de centrumverdediger tot het einde van het seizoen.

## Clubstatistieken
| Seizoen | Club               | Competitie         | Competitie | Competitie | Beker | Beker | Internationaal | Internationaal | Totaal | Totaal |
| Seizoen | Club               | Competitie         | Wed.       | Dlp.       | Wed.  | Dlp.  | Wed.           | Dlp.           | Wed.   | Dlp.   |
| ------- | ------------------ | ------------------ | ---------- | ---------- | ----- | ----- | -------------- | -------------- | ------ | ------ |
| 2014/15 | Real Madrid        | Primera División   | 0          | 0          | 0     | 0     | 0              | 0              | 0      | 0      |
| 2015/16 | → Real Valladolid  | Segunda División A | 31         | 0          | 0     | 0     | —              | —              | 31     | 0      |
| 2016/17 | Real Madrid B      | Segunda División B | 33         | 1          | —     | —     | —              | —              | 33     | 1      |
| 2017/18 | Espanyol           | Primera División   | 22         | 1          | 2     | 0     | —              | —              | 24     | 1      |
| 2018/19 | Espanyol           | Primera División   | 32         | 3          | 3     | 0     | —              | —              | 35     | 3      |
| 2019/20 | Atlético Madrid    | Primera División   | 17         | 0          | 1     | 0     | 5              | 0              | 23     | 0      |
| 2020/21 | Atlético Madrid    | Primera División   | 31         | 1          | 1     | 0     | 6              | 1              | 38     | 2      |
| 2021/22 | Atlético Madrid    | Primera División   | 26         | 2          | 2     | 0     | 6              | 0              | 27     | 0      |
| 2022/23 | Atlético Madrid    | Primera División   | 26         | 3          | 5     | 0     | 3              | 1              | 34     | 4      |
| 2023/24 | Atlético Madrid    | Primera División   | 31         | 0          | 5     | 1     | 9              | 1              | 45     | 2      |
| 2024/25 | AS Roma            | Serie A            | 8          | 0          | 1     | 0     | 4              | 1              | 13     | 1      |
| 2024/25 | → Bayer Leverkusen | Bundesliga         | 4          | 0          | 1     | 0     | 2              | 0              | 6      | 0      |
| Totaal  | Totaal             | Totaal             | 261        | 11         | 21    | 1     | 35             | 4              | 317    | 16     |

Bijgewerkt op 20 juli 2025.

## Interlandcarrière
Hermoso maakte zijn debuut in het Spaans voetbalelftal op 18 november 2018, toen een vriendschappelijke wedstrijd werd gespeeld tegen Bosnië en Herzegovina. De verdediger mocht van bondscoach Luis Enrique in de basisopstelling beginnen en speelde het gehele duel mee. Hij zag mededebutant Brais Méndez (Celta de Vigo) het enige doelpunt van de wedstrijd maken: 1–0. Ook doelman Pau López (Real Betis) speelde dat duel zijn eerste interland.
| Interlands van Mario Hermoso voor Spanje | Interlands van Mario Hermoso voor Spanje | Interlands van Mario Hermoso voor Spanje | Interlands van Mario Hermoso voor Spanje | Interlands van Mario Hermoso voor Spanje | Interlands van Mario Hermoso voor Spanje | Interlands van Mario Hermoso voor Spanje |
| №                                        | Datum                                    | Wedstrijd                                | Uitslag                                  | Competitie                               | Goals                                    |                                          |
| Als speler bij Espanyol                  | Als speler bij Espanyol                  | Als speler bij Espanyol                  | Als speler bij Espanyol                  | Als speler bij Espanyol                  | Als speler bij Espanyol                  | Als speler bij Espanyol                  |
| ---------------------------------------- | ---------------------------------------- | ---------------------------------------- | ---------------------------------------- | ---------------------------------------- | ---------------------------------------- | ---------------------------------------- |
| 1                                        | 18 november 2018                         | Spanje – Bosnië en Herzegovina           | 1 – 0                                    | Vriendschappelijk                        |                                          |                                          |
| 2                                        | 26 maart 2019                            | Malta – Spanje                           | 0 – 2                                    | EK 2020 kwalificatie                     |                                          |                                          |
| 3                                        | 7 juni 2019                              | Faeröer – Spanje                         | 1 – 4                                    | EK 2020 kwalificatie                     |                                          |                                          |
| Als speler bij Atlético Madrid           |                                          |                                          |                                          |                                          |                                          |                                          |
| 4                                        | 5 september 2019                         | Roemenië – Spanje                        | 1 – 2                                    | EK 2020 kwalificatie                     |                                          |                                          |
| 5                                        | 8 september 2019                         | Spanje – Faeröer                         | 4 – 0                                    | EK 2020 kwalificatie                     |                                          |                                          |

Bijgewerkt op 20 juli 2025.

## Erelijst
| Primera División | 1 | 2020/21 |